# Tethina
Genre
Synonymes
- sous-genre Opomyza (Tethina) Haliday, 1838[1]
- genre Rhicnoessa Williston, 1893[1]

Tethina est un genre d'insectes diptères brachycères de la famille des Canacidae.

## Classification

### Liste des sous-genres
Selon BioLib (19 mai 2020) :
- sous-genre Tethina (Rhicnoessa) Loew, 1862
- sous-genre Tethina (Tethina) Haliday, 1838

### Liste d'espèces
Selon Catalogue of Life (19 mai 2020) :
- Tethina acrostichalis Freidberg & Beschovski, 1996
- Tethina albitarsa Foster, 1998
- Tethina alboguttata (Strobl, 1900)
- Tethina albosetulosa (Strobl, 1900)
- Tethina albula Loew, 1869
- Tethina amphitrite Munari & Baez, 2000
- Tethina angustifrons Melander, 1952
- Tethina angustipennis (Melander, 1952)
- Tethina brasiliensis Prado & Tavares, 1966
- Tethina callosirostris Munari, 2008
- Tethina canzonerii Munari, 1981
- Tethina carioca Prado & Tavares, 1966
- Tethina cinerea (Loew, 1862)
- Tethina cohiba Foster, 1998
- Tethina czernyi (Hendel, 1934)
- Tethina dubiosa (Collin, 1966)
- Tethina dunae Munari, 2007
- Tethina ferruginea Lamb, 1914
- Tethina flavoidea Beschovski, 1997
- Tethina gatti Munari & Ebejer, 2001
- Tethina gobii Beschovski & Nartshuk, 1997
- Tethina grisea (Fallen, 1823)
- Tethina grossipes (Becker, 1908)
- Tethina guttata Freidberg & Beschovski, 1996
- Tethina heringi (Hendel, 1934)
- Tethina hirsuta (Munari, 2000)
- Tethina histrica Munari, 2009
- Tethina horripilans (Melander, 1952)
- Tethina illota (Haliday, 1838)
- Tethina incisuralis (Macquart, 1851)
- Tethina inopinata Munari & Canzoneri, 1992
- Tethina insulans Curran, 1932
- Tethina intermedia Collin, 1966
- Tethina karatasensis Munari, 1981
- Tethina lisae Foster, 1998
- Tethina litocola Munari & Ebejer, 2001
- Tethina longilabella Munari, 2007
- Tethina longirostris (Loew, 1865)
- Tethina lusitanica Munari, 2009
- Tethina luteosetosa Beschovski & Nartshuk, 1997
- Tethina mariae Munari, 1997
- Tethina marmorata (Becker, 1908)
- Tethina melitensis Munari & Ebejer, 2001
- Tethina merzi Munari, 1999
- Tethina milichioides (Melander, 1913)
- Tethina mima Munari, 1996
- Tethina minoia Munari, 1999
- Tethina minutissima (Bezzi, 1908)
- Tethina multipilosa Beschovski & Nartshuk, 1997
- Tethina munarii Carles-Tolra, 1993
- Tethina nigripes Czerny, 1928
- Tethina nigriseta Malloch, 1924
- Tethina nigrofemorata Beschovski, 1997
- Tethina ochracea (Hendel, 1913)
- Tethina omanensis Munari, 2007
- Tethina orientalis (Hendel, 1934)
- Tethina pallidiseta Malloch, 1935
- Tethina pallipes (Loew, 1865)
- Tethina parvula (Loew, 1869)
- Tethina penita (Collin, 1966)
- Tethina pictipennis Freidberg & Beschovski, 1996
- Tethina pleuralis Munari, 2010
- Tethina prognatha (Melander, 1952)
- Tethina robusta Foster, 2000
- Tethina saigusai Sasakawa, 1986
- Tethina salinicola Beschovski, 1998
- Tethina sasakawai Foster & Mathis, 2008
- Tethina seriata (Melander, 1952)
- Tethina shalom Freidberg & Beschovski, 1996
- Tethina simplex (Collin, 1966)
- Tethina soikai Munari, 1981
- Tethina spinigera Munari, 2008
- Tethina spinulosa Cole, 1923
- Tethina stobaeana Munari, 1996
- Tethina strobliana (Mercier, 1923)
- Tethina stukei Munari, 2010
- Tethina subpunctata Beschovski, 1994
- Tethina tamaricis (Bigot, 1888)
- Tethina tethys Munari & Baez, 2000
- Tethina thula Sasakawa, 1986
- Tethina tschirnhausi Munari, 1999
- Tethina variseta (Melander, 1952)
- Tethina xanthopoda (Williston, 1896)
- Tethina yaromi Freidberg & Beschovski, 1996
- Tethina yemenensis Munari, 2007